# روبرتو أورتيز
روبرتو أورتيز هو لاعب كرة قاعدة كوبي، ولد في 30 يونيو 1915 في كاماغواي في كوبا، وتوفي في 15 سبتمبر 1971 في ميامي في الولايات المتحدة.

## وصلات خارجية
- روبرتو أورتيز على موقعبيزبول رفرنس.كوم (الدوري الرئيسي) (الإنجليزية)
- روبرتو أورتيز على موقعبيزبول رفرنس.كوم (الدوري الثانوي) (الإنجليزية)